# Rutpela
Rutpela is een kevergeslacht uit de familie van de boktorren (Cerambycidae). De wetenschappelijke naam van het geslacht werd voor het eerst geldig gepubliceerd in 1957 door Nakane & Ohbayashi.

## Soorten
Rutpela omvat de volgende soorten:
- Rutpela inermis (Daniel K. & Daniel J., 1898)
- Rutpela maculata (Poda, 1761)